# Hyperlasion
Hyperlasion is een muggengeslacht uit de familie van de rouwmuggen (Sciaridae).

## Soorten
- H. viridiventris (Frey, 1945)
- H. wasmanni Schmitz, 1918